# TV JOJ
TV JOJ ist ein privater Fernsehsender in der Slowakei. Mit 17 Prozent Marktanteil ist es der zweitgrößte Privatsender des Landes.
Er wurde am 2. März 2002 gegründet und dabei von TV Global, das seit dem 25. März 2000 sendete, abgespalten. Im slowakischen Fernsehen ist er ein Konkurrent des früher gegründeten Senders TV Markíza. Gründungsdirektor war Vladimír Železný, der ehemalige Chef des tschechischen Fernsehsenders TV Nova.
Wie TV Markíza sendet auch JOJ Serien meist US-amerikanischen Ursprungs (z. B.: CSI: Miami, CSI: Las Vegas, Prison Break, Bones), im Gegensatz zu seinem Konkurrenten überträgt er aber auch einheimische slowakische Serien, wie Panelák (ein Sitcom), Mafstory (Sitcom; Mafia-Parodie), Kutyil s.r.o (Sitcom; ungarischer Reparateur in der Slowakei) oder Profesionáli (Sitcom in einer Polizeistation).
2008 wurde der zweite Fernsehkanal JOJ Plus gegründet, der sich auf ältere Filmen und Serien spezialisiert.
Der Sender war lange Zeit nach der Gründung auf dem Platz drei im slowakischen Fernsehmarkt, hinter TV Markíza und dem ersten Kanal des STV; seit etwa 2007 ist er Zweiter. Der Anteil war 18,6 % im Mai 2010.

## Geschäftsführer
- Richard Rybníček (2. März 2002 – 28. Februar 2003)
- Milan Kňažko (1. März 2003 – 28. Februar 2007)
- Richard Flimel (seit 1. März 2007)